# Willy den Ouden
Willemijntje den Ouden  dite Willy den Ouden, née le 1er janvier 1918 à Rotterdam et morte le 6 décembre 1997 à Rotterdam, est une nageuse néerlandaise.

## Palmarès
Son palmarès se compose de trois médailles olympiques et de six médailles continentales :
- aux Jeux olympiques d'été de 1932 à Los Angeles, elle est médaillée d'argent sur 100 mètres nage libre et sur 4 × 100 mètres nage libre ;
- aux Jeux olympiques d'été de 1936 à Berlin, elle est sacrée championne olympique sur 4 × 100 mètres nage libre ;
- aux championnats d'Europe de natation 1931 à Paris, elle est médaillée d'or sur 4 × 100 mètres nage libre et médaillée d'argent sur 100 mètres nage libre ;
- aux championnats d'Europe de natation 1934 à Magdebourg, elle est médaillée d'or sur 100 mètres nage libre, en relais 4 × 100 mètres nage libre et médaillée d'argent sur 400 mètres nage libre ;
- aux championnats d'Europe de natation 1938 à Londres, elle est médaillée d'argent sur 4 × 100 mètres nage libre.

Elle intègre l'International Swimming Hall of Fame en 1970.